# Kalamare

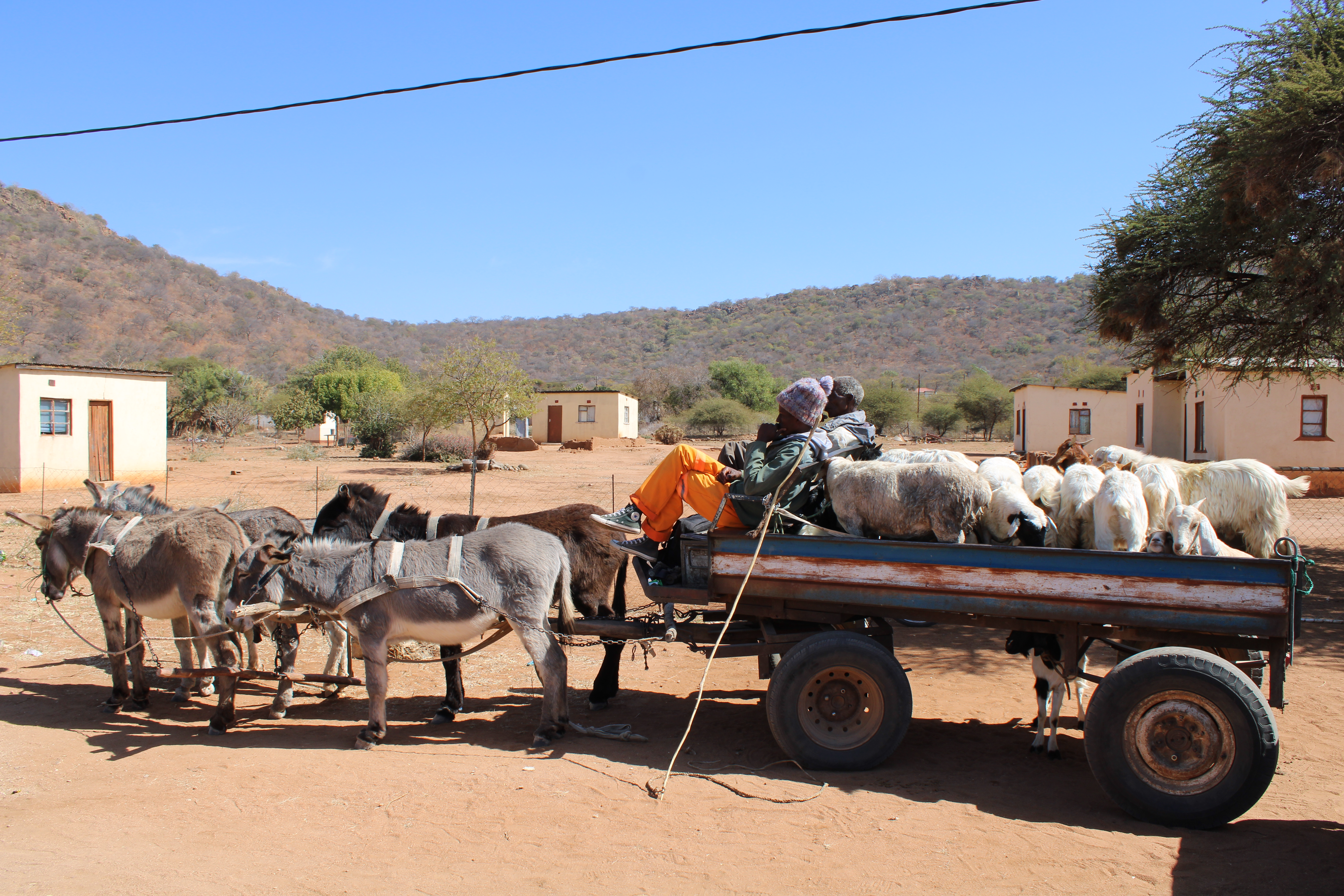
Traction animale à Kalamare.

Kalamare est une ville du Botswana.